# Овсемирово (Столинский район)
Овсемирово (бел. Аўсямі́рава) — деревня в Столинском районе Брестской области Беларуси. В составе Радчицкого сельсовета.

## География
Расположена в 19 км на юго-запад от Столина и в 220 км на восток от Бреста.

## История
В письменных источниках Овсемирово впервые упоминается в XVI веке. В XVI—XVIII вв. поселение входило в состав Великого княжества Литовского. С 1793 года — в составе Российской империи. С 1921 года — часть Польши. С 1939 года — в составе Белорусской ССР.
До 11 августа 1959 года входила в состав Рухчанского сельсовета.

## Население

### Численность
- 2019 год — 157 жителей

### Динамика
- 2019 год — 157 жителей (перепись населения)

## Достопримечательность
- Свято-Михайловская церковь[бел.] (1780, начало XIX века)[3]. Памятник народного зодчества. Православный храм построен из дерева на деревенском кладбище в первой половине XIX века.

## Известные лица
- Хвостюк, Юрий Ананьевич (род. 1968) — врач